# Neverstore
Neverstore är ett svenskt pop-punk/rockband som bildades i Skövde år 2000.  Bandets tre medlemmar har gått på estetprogrammet med musikinriktning på Västerhöjdsgymnasiet i Skövde.
Bandet släppte sitt första album, Sevenhundred Sundays, med tillhörande singeln "So Much Of Not Enough", 24 januari 2007. Nästa singel blev "Stay Forever" och videon till den är inspelad i Barcelona. Även "Racer" och "L.Y.D." har blivit singlar och till den senare har en video spelats in. Den är inspelad uppe på ett hustak, i Stockholm. 
Neverstore har turnerat med bland annat Backyard Babies och Millencolin. I maj 2007 öppnade de för Good Charlotte på det bandets spelningar i Sverige. Under året spelade de runt om i landet bland annat på Kulturbolaget i Malmö, Arenan i Stockholm och på festivalerna Peace & Love i Borlänge, Augustibuller, Hultsfredsfestivalen, Pier Pressure, NRJ in the park och Fairfest i Vänersborg. 1 november 2007 vann Neverstore ett MTV Europe Music Awards-pris för "Bästa Svenska Artist" på Mtv-galan i München.  
Bandets andra album, Heroes Wanted, släpptes 27 februari 2008. Under 2008 var Neverstore på turné i Japan som förband för det kanadensiska punkbandet Sum 41. Denna turné gjorde att bandet skaffade sig en publik även i Japan. Även detta år vann Neverstore pris som "Bästa Svenska Artist" på MTV-galan som då ägde rum i Liverpool. 2009 turnerade bandet i Tyskland med det tyska bandet Itchy Poopzkid. 
27 januari 2010 släpptes det tredje albumet, Age of Hysteria. Albumet innehåller bland annat singeln Summer som spelades in i Ocean Way i Los Angeles och produceras av Deryck Whibley, sångare och gitarrist i Sum 41. Övriga singlar var: Shallow Beautiful People och Age of Hysteria. 
Neverstore har skrivit 2012 års officiella EM-låt Vi Mot Världen.
Under 2012 spelade bandet in sin fjärde skiva som släpptes i februari 2013. Därefter spelade bandet på diverse festivaler under sommaren.
Neverstore är en av deltagarna i Melodifestivalen 2015. De medverkade i den andra deltävlingen i Malmö den 14 februari 2015 med låten "If I Was God For One Day", skriven av Thomas G:son, John Gordon och Jacob Widén och kom på femte plats.

## Medlemmar
- Jacob Widén – sång, gitarr
- Oscar Kempe – sång basgitarr
- Erik Lantz – trummor

## Diskografi

### Album
| År   | Titel                                                                                           | Titel |
| ---- | ----------------------------------------------------------------------------------------------- | ----- |
| 2007 | Sevenhundred Sundays - Debutstudioalbum - Släpptes: 24 januari 2007 - Format: CD                |       |
| 2007 | Live in Stockholm - Live EP - Släpptes: 1 maj 2007 - Format: Endast digital nerladdning, Itunes |       |
| 2008 | Heroes Wanted - Andra studioalbum - Släpptes: 27 februari 2008 - Format: CD                     |       |
| 2010 | Age of Hysteria - Tredje studioalbum - Släpptes: 27 januari 2010 - Format: CD                   |       |
| 2013 | Neverstore - Fjärde studioalbum - Släpptes: 6 februari 2013 - Format: CD                        |       |

### Singlar
| År   | Titel                    | Album                    |
| ---- | ------------------------ | ------------------------ |
| 2006 | So Much Of Not Enough    | Sevenhundred Sundays     |
| 2007 | Stay Forever             | Sevenhundred Sundays     |
| 2007 | Racer                    | Sevenhundred Sundays     |
| 2007 | L.Y.D.                   | Sevenhundred Sundays     |
| 2008 | Rejected All Along       | Heroes Wanted            |
| 2008 | Waiting                  | Heroes Wanted            |
| 2008 | Count Me Out             | Heroes Wanted            |
| 2009 | Shallow Beautiful People | Age of Hysteria          |
| 2009 | Summer                   | Age of Hysteria          |
| 2010 | Age of Hysteria          | Age of Hysteria          |
| 2012 | For The Rest Of My Life  | Neverstore               |
| 2013 | Do You Miss Me?          | Neverstore               |
| 2014 | The Greatest Gift        | The Greatest Gift        |
| 2015 | If I Was God For One Day | If I Was God For One Day |
| 2023 | Chemical Chemistry       | Chemical Chemistry       |